# 올 댓 리메인스
올 댓 리메인스(All That Remains)는 미국의 헤비 메탈 밴드이다.